# Hearts2Hearts
Hearts2Hearts (koreanska: 하츠투하츠, HacheutuHacheu) är en sydkoreansk tjejgrupp bildad av SM Entertainment. Gruppen består av åtta medlemmar: Carmen, Jiwoo, Yuha, Stella, Juun, A-na, Ian och Ye-on. Gruppen debuterade den 24 februari 2025 med singelalbumet "The Chase".

## Medlemmar
- Carmen ( 카르멘 )
- Jiwoo ( 지우 )
- Yuha ( 유하 )
- Stella ( 스텔라 )
- Juun ( 주은 )
- A-na ( 에이나 )
- Ian ( 이안 )
- Ye-on ( 예온 )

## Diskografi

### Singelalbum
- The Chase (2025)